# Сироткин, Олег Владимирович
Оле́г Влади́мирович Сиро́ткин (род. 26 ноября 1974, Москва) — российский сценарист и преподаватель теории драматургии.

## Биография
Олег Сироткин родился 26 ноября 1974 года в Москве. Отец — Владимир Александрович, дипломат, сотрудник МИД, мать — Наталья Александровна, педагог.
В 1991—1996 годах учился на сценарном факультете ВГИКа, в мастерской Юрия Арабова и Татьяны Дубровиной.
После этого поступил на работу на российское телевидение, телеканал ТВ-центр, передача «Настроение».
Первый телесериал, ставший, по мнению автора, его полноценной работой, — телесериал «Охотники за иконами», экранизация повести Юрия Короткова «Спас Ярое Око».
В 2007 году 12-серийный телефильм «Завещание Ленина», написанный в соавторстве с Юрием Арабовым, по мотивам произведений Варлама Шаламова, получил премию «Золотой орёл» как лучший сериал года (в категории 11 серий и более).
Кинофильм «Частное пионерское 2», основанный на оригинальном сценарии Олега Сироткина, получил несколько наград.
Преподаёт в школе-студии Александра Митты.
Автор книги «Противоречие. Перевертыш. Парадокс. Курс лекций по сценарному мастерству», которая вышла в 2021 году в издательстве «Альпина Паблишер».

## Фильмография
- 1996 — Будем знакомы! (в соавторстве с Д. Карышевым, С. Феактистовой)
- 2002 — Марш Турецкого-3 (Пуля для полпреда, фильм 5)
- 2004 — Охотники за иконами (8 серий, по повести Юрия Короткова)
- 2005 — Stella (Германия, короткометражный)
- 2007 — Завещание Ленина (12 серий, в соавторстве с Юрием Арабовым) — получил премию «Золотой орёл» как лучший сериал года[2]
- 2007 — Свои дети
- 2008 — Игра в прятки
- 2009 — Дикий (Телохранитель, 6-я серия)
- 2010 — Дом малютки
- 2010 — Я счастливая! (в соавторстве с К. Кобзевой)
- 2011 — «Кедр» пронзает небо (в соавторстве с А. Червинским)
- 2011 — «Самый лучший фильм 3-ДЭ» (редактор)
- 2012 — Дикий-2 (Два счетчика, 18-я серия, Аспирин на тот свет, 30-я серия)
- 2012 — Пасечник (сериал, в соавторстве с Александром Турбиным, Родионом Белецким, Марией Рождественской, Генрихом Мамоевым, Еленой Густовой, Анной Графковой, Виктором Бирюковым, Дарьей Бирюковой, Денисом Карышевым и Дмитрием Филипченко)
- 2013 — Холивар короткометражный, (реж. Дарья Носик и Екатерина Носик)
- 2014 — Подарок с характером (реж. Карен Оганесян)
- 2014 — Наследие (сериал, в соавторстве с Натальей Назаровой, Екатериной Поповой, при участии с Дмитрием и Евгением Раевскими)
- 2015 — Частное пионерское 2 (реж. Александр Карпиловский)
- 2017 — Частное пионерское 3 (реж. Александр Карпиловский)
- 2017 — Затмение (реж. Артем Аксененко)
- 2019 — А. Л. Ж. И. Р. (сериал, в соавторстве с Мариэттой Захарян, Анной Бербенитской и Наталией Будкиной; реж. Александр Касаткин)